# Уиста (Балтинская сельская администрация)
Уиста (осет. Уистæ; устар. «Цнелиси», осет. Цънелиси; груз. წნელისი) — село на спорной территории в Закавказье; де-факто в Знаурском районе Южной Осетии, согласно юрисдикции Грузии — в Карельском муниципалитете.

## География
Расположено на реке Лопанисцкали (приток реки Проне Западная) на юго-западной границе РЮО с собственно Грузией. Окружено с юга и востока собственно грузинскими сёлами Коби и Кода соответственно.

## Население
Село населено этническими осетинами. По переписи населения 1989 года в селе жило 293 человека, из которых осетины составили 100 %. В 2015 году население села — 26 человек.

## История
Село, находящееся на границе самопровозглашённой республики, неоднократно становилось объектом обстрелов и приграничных стычек из-за непрекращающегося южноосетинского конфликта. В ходе войны в августе 2008 года (в ночь на 8 августа) село было занято грузинскими войсками. После войны село вновь находится под контролем властей РЮО.
26 августа 2019 года в окрестностях Уисты возведён блокпост грузинской полиции; по заявлениям Службы государственной безопасности Грузии, блокпост появился в результате переноса уже существующей КПП, а сам перенос уже был согласован на встречах в формате IPRM ещё в 2018 году. Южноосетинская сторона[кто?] восприняла его установку как провокацию. 28 августа село посетил президент Южной Осетии А. И. Бибилов и заверил местных жителей, что им ничего не угрожает. 29 августа власти Южной Осетии потребовали расформирования блокпоста к утру 30 августа. Грузинские власти проигнорировали этот ультиматум. Южноосетинской стороной принято решение в ответ выставить пограничный пост для защиты своих граждан. МИД России назвал реакцию властей Южной Осетии «чрезмерной».